# Матильда Анжуйская
Матильда Анжуйская (фр. Mathilde d'Anjou; ок. 1111 — 1154) — дочь короля Иерусалима и графа Анжуйского Фулька, в браке — герцогиня Нормандии, жена Вильгельма Аделина, сына и наследника Генриха I Английского.

## Биография
Матильда была дочерью графа Фулька V Анжуйского и его первой жены, графини Ирменгарды Мэнской. В феврале 1113 года Фульк V и Генрих I Английский встретились в районе Алансона, где они заключили мирный договор, который был обеспечен помолвкой сына Генриха Вильгельма Аделина и дочери Фулька Матильды. Молодая пара поженилась в июне 1119 года.
Вечером 25 ноября 1120 года, возвращаясь из Нормандии в Англию, Вильгельм решил плыть на борту "Белого корабля" и утонул, когда судно затонуло в Английском канале. Матильде удалось избежать гибели, поскольку ей было отведено место на другом корабле. Гибель Вильгельма оставила её вдовой, а Англию — без наследника, что, таким образом, дезавуировало договор Англии с Анжу.
По возвращении из Иерусалима (ок. 1121—1122) Фульк V потребовал возвращения приданого Матильды, включавшего замки и города в графстве Мэн, но Генрих наотрез отказался. После нескольких месяцев бесплодных ссор Фульк стал готовиться к войне с Англией, но вместо этого выдал замуж другую свою дочь, Сибиллу, за Вильгельма Клитона, сына Роберта Куртгёза, сражавшегося с Генрихом за власть над Нормандией.
Матильда после смерти мужа осталась при дворе Генриха I, с ней обращались, как с дочерью короля. Генрих обещал ей, что она останется в Англии до тех пор, пока сама этого хочет, при этом намеревался женить на ней одного из своих приближенных. Она оставалась в Англии в течение нескольких лет, но, по словам Ордерика Виталия, желая видеть своих родителей и дом, вернулась в Анжу. На родине она через некоторое время приняла совет Жоффруа, епископа Шартрского, и в 1128 году постриглась в монахини аббатства Фонтевро. В 1150 году она стала настоятельницей аббатства и умерла в 1154 году.